# 推古海底山
推古海底山（英語：Suiko Seamount），又稱推古海底平頂山，是一座位於太平洋夏威夷－皇帝海山鏈的海底平頂山。火山最后一次喷发于六千万年前，在新生代古近纪期间。

## 其他條目
推古天皇